# Didelphimorphia
De Didelphimorphia vormen een aparte groep buideldieren, omvattende de opossums of buidelratten (Didelphidae) en uitgestorven verwante families. Er zijn zo'n 125 soorten. Vrijwel alle leven in Midden- en Zuid-Amerika, met uitzondering van de Virginiaanse opossum, Didelphis virginiana, waarvan het verspreidingsgebied vrijwel de gehele Verenigde Staten omvat. Ze komen in het zuiden voor tot ongeveer 47°ZB (Lestodelphys halli). Op sommige plaatsen, bijvoorbeeld in Paracou, Frans-Guyana, komen wel 12 soorten tegelijk voor.
De taxonomie van de opossums is bijzonder instabiel. In feite is het aantal soorten toegenomen van 63 in 1993 (vorige editie Mammal Species of the World) naar 96 in 2005, een stijging van 52%. Dat is de hoogste stijging voor elke zoogdierorde van fatsoenlijke omvang (de mierenegels hebben meer). Tussen 2005 en 2022 is dit aantal nog verder toegenomen en inmiddels worden 125 soorten erkend. Grote stijgers zijn de Gracilinanus-Chacodelphys-Hyladelphys-Cryptonanus-groep (in 1993 allemaal tot Gracilinanus gerekend), van 6 naar 13; Thylamys, van 5 naar 10; Marmosops, van 9 naar 15. 

## Taxonomie
De orde omvat de volgende families en geslachten:
- Orde: Didelphimorphia
  - 
    - Geslacht: Paradidelphys †
    - Geslacht: Peratotherium †
    -  Geslacht: Szalinia †

  - Familie: Derorhynchidae †
  - Familie: Didelphidae (Opossums of buidelratten)
  - Familie: Peradectidae †
  -  Familie: Sparassocynidae †

Cloacadieren · Opossums · Paucituberculata · Microbiotheria · Roofbuideldieren · Buideldassen · Buidelmollen · Klimbuideldieren · Tenreks en goudmollen · Springspitsmuizen · Buistandigen · Klipdasachtigen · Slurfdieren · Zeekoeien · Luiaards en miereneters · Gordeldierachtigen · Insecteneters · Vleermuizen · Schubdierachtigen · Roofdieren · Onevenhoevigen · Evenhoevigen · Walvissen · Knaagdieren · Haasachtigen · Huidvliegers · Toepaja's · Primaten